# Viva Air Perú
Viva Air Perú (auch Viva Air) war der Markenname der Viva Airlines Peru S.A.C. und war eine peruanische Billigfluggesellschaft.
Sie ist ein Schwesterunternehmen der kolumbianischen Fluggesellschaft Viva Air Colombia und Teil der Grupo Viva. Diese war ein Gemeinschaftsunternehmen der Irelandia Aviation Group, die bereits Airlines wie Ryanair, Allegiant Air, Viva Colombia und Tigerair gegründet hat, sowie dem mexikanischen Busunternehmen Grupo IAMSA.

## Geschichte
Anfang November 2016 gab Viva Colombia bekannt, eine Low cost airline in Peru gründen zu wollen, welche Anfang 2017 ihren Betrieb aufnehmen werde. Die Flotte der Viva Air Perú soll vorerst mit zwei A320-200 aus den Beständen der Viva Colombia ausgestattet sein. Die Fluggesellschaft erhielt ihr Air Operator Certificate (AOC) für den Transport von Passagieren, Fracht und Post am 5. Februar 2017. Am 9. Mai 2017 führte Viva Colombia ihren ersten Flug durch.
Am 20. Juni 2017 unterzeichnete die Grupo Viva während der Paris Air Show mit Airbus eine Absichtserklärung über den Kauf von 15 Airbus A320 und 35 Airbus A320neo. Der Absichtserklärung wurde am 22. Dezember 2017 in eine Festbestellung umgewandelt. Die genaue Aufteilung der Flugzeuge auf die beiden Fluggesellschaften Viva Air Perú und Viva Colombia ist noch nicht bekannt.
Am 27. Februar 2023 stellte die Fluggesellschaft ihren Betrieb ein.
Am 22. März 2023 genehmigte die kolumbianische Luftfahrtbehörde Aerocivil die Übernahme durch Avianca. Am 14. Mai 2023 wurde bekannt gegeben, dass Avianca die Übernahme wegen der strengen Bedingungen von Aerocivil abgesagt hat. Wenige Stunden danach erklärte die Muttergesellschaft Viva Air, dass man sich nicht in der Lage befände, um den Betrieb weiterzuführen.

## Flugziele
Die Fluglinie bediente mit Stand 2018 ab ihrem Drehkreuz in Lima sechs nationale Destinationen.

## Flotte
Mit Stand Mai 2017 bestand die Flotte der Viva Air Perú aus drei Flugzeugen:
| Flugzeugtyp        | aktiv | bestellt | Anmerkungen                                                | Sitzplätze (Economy) |
| ------------------ | ----- | -------- | ---------------------------------------------------------- | -------------------- |
| Airbus A320-200    | 3     | 15       | von Viva Colombia; genaue Aufteilung der Bestellung unklar | 180                  |
| Airbus A320-200neo |       | 35       | genaue Aufteilung unklar                                   | 188                  |
| Gesamt             | 3     | 50       |                                                            |                      |